# Hangar

Uno schema di un'aviorimessa.

Un hangar o aviorimessa è una struttura in metallo o legno, costruita per contenere al suo interno degli aeroplani e dei dirigibili.

## Storia
Carl Rickard Nyberg usò un'aviorimessa per immagazzinare il suo Flugan alla fine del XIX e all'inizio del XX secolo.
Nel 1909, Louis Blériot precipitò su una fattoria della Francia Settentrionale, a Les Baraques (tra Sangatte e Calais) e spinse il suo monoplano nella stalla dell'agricoltore. All'epoca Bleriot era in gara per essere il primo uomo ad attraversare la Manica con un velivolo più pesante dell'aria, così stabilì la sua base nel rifugio inutilizzato.  Dopo essere tornato a casa, Bleriot chiamò la REIDsteel, fabbricante del riparo, e ordinò tre "hangar" per uso personale. La REIDsteel continua ancor oggi a fabbricare aviorimesse e parti di aviorimessa.

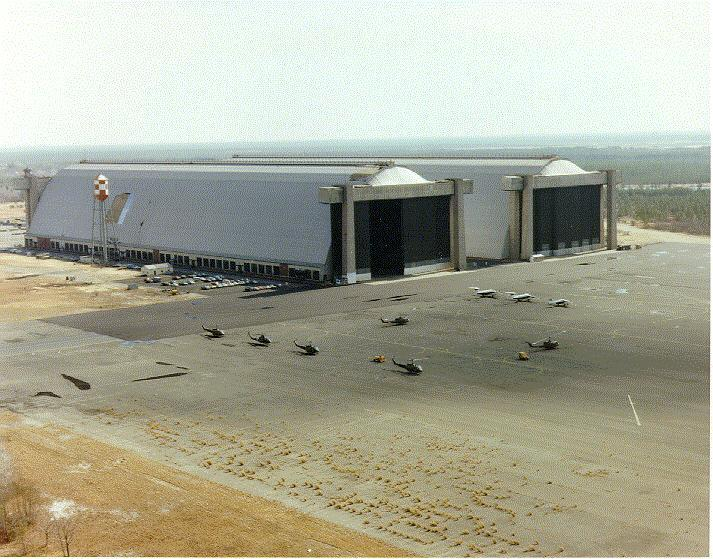
Due aviorimesse situate presso la Lakehurst Naval Air Station

I fratelli Wright conservarono e ripararono il loro aeroplano in un'aviorimessa di legno che costruirono nel 1902 a Kill Devil Hills nella Carolina del Nord. Dopo aver completato il progetto e la costruzione del loro Wright Flyer nell'Ohio, i fratelli Wright ritornarono a Kill Devil Hill e trovarono la loro aviorimessa danneggiata. Ripararono la struttura e costruirono un nuovo laboratorio mentre aspettavano che il Flyer venisse consegnato.

## Caratteristiche ed utilizzo
Le aviorimesse possono essere costruite per proteggere gli aeroplani dagli agenti atmosferici o da attacchi nemici o semplicemente quando gli aerei non sono in uso o quando abbiano bisogno di manutenzione. In alcuni casi le aviorimesse sono costruitie per occultare gli aerei alla vista dei satelliti e degli aerei spia.
Alcune aviorimesse molto grandi sono state costruite per contenere dirigibili. Le aviorimesse si possono trovare a terra o sulle navi (le portaerei hanno delle aviorimesse al loro interno).

## Aviorimessa per dirigibili

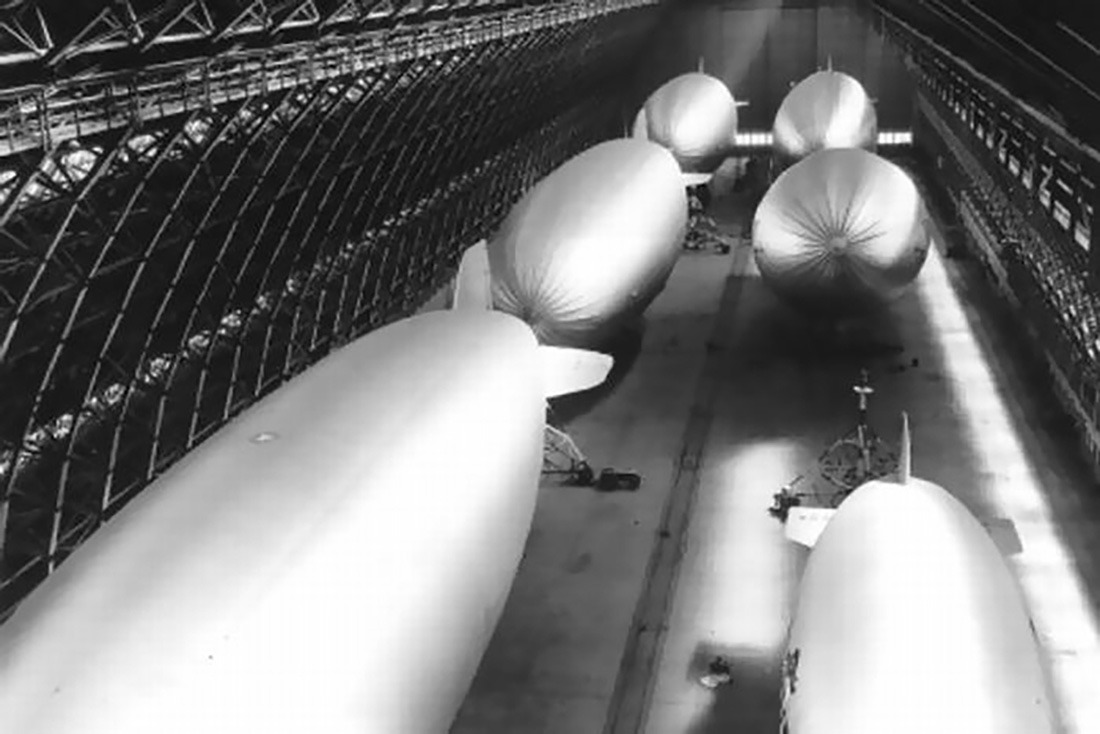
Sei "blimp" riempiti ad elio in uno dei due hangar della ex base aerea dei Marines a Tustin (California).

Gli hangar per dirigibili sono solitamente più grandi di quelli per aerei (in particolare in termini di altezza). Molti dei primi dirigibili usavano l'idrogeno per avere il galleggiamento sufficiente al volo, quindi gli hangar dovevano fornire protezione dai fulmini, allo scopo di impedire l'esplosione del gas infiammabile. Gli hangar che contenevano diversi apparecchi di questo tipo erano a rischio di una esplosione a catena. Per questo motivo molti degli hangar per i dirigibili ad idrogeno erano dimensionati per ospitare solo uno o due di questi apparecchi.
Con la I guerra mondiale all'orizzonte, il disegno degli hangar dovette tenere il passo con i progressi della tecnologia dell'aviazione. I tedeschi usarono gli Zeppelin per bombardare Parigi e Londra, mentre i britannici usarono dei "blimp" (dirigibili senza struttura rigida) per pattugliare le loro coste. I dirigibili divennero in seguito uno standard per i voli transoceanici.
Durante l'"età d'oro" dei viaggi in dirigibile, vennero costruiti piloni di ancoraggio e capannoni in tutto il mondo. Il più grande di questi, alla Goodyear Tire and Rubber Company di Akron (Ohio), venne usato per la costruzione dello USS Akron (ZRS-4) e dello USS Macon (ZRS-5). La sua lunghezza era di 358 m e il suo tetto era posto all'altezza di 61 m. Capannoni per dirigibili esistono ancora a Moffett Field e a Cardington (Bedfordshire).
La US Navy creò dieci basi per velivoli "più leggeri dell'aria" in tutti gli Stati Uniti, durante la II guerra mondiale, come parte del piano di difesa costiera, il che richiese la costruzione di alcune delle più grandi strutture in legno autoreggenti del mondo. Sette dei diciassette hangar originali esistono ancora, e uno di questi ospita il Tillamook Air Museum di Tillamook (Oregon).L'hangar più grosso del mondo è in costruzione 
a Dubai.
Gli hangar possono essere anche tensostrutture tipo capannoni mobili o coperture in pvc di grandi dimensioni.

## Galleria d'immagini

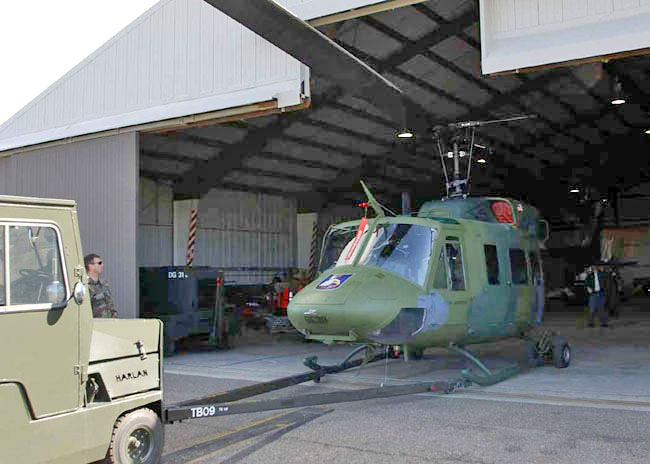
Le aviorimesse possono essere usate per contenere aerei ad ala fissa o mobile, elicotteri e dirigibili.
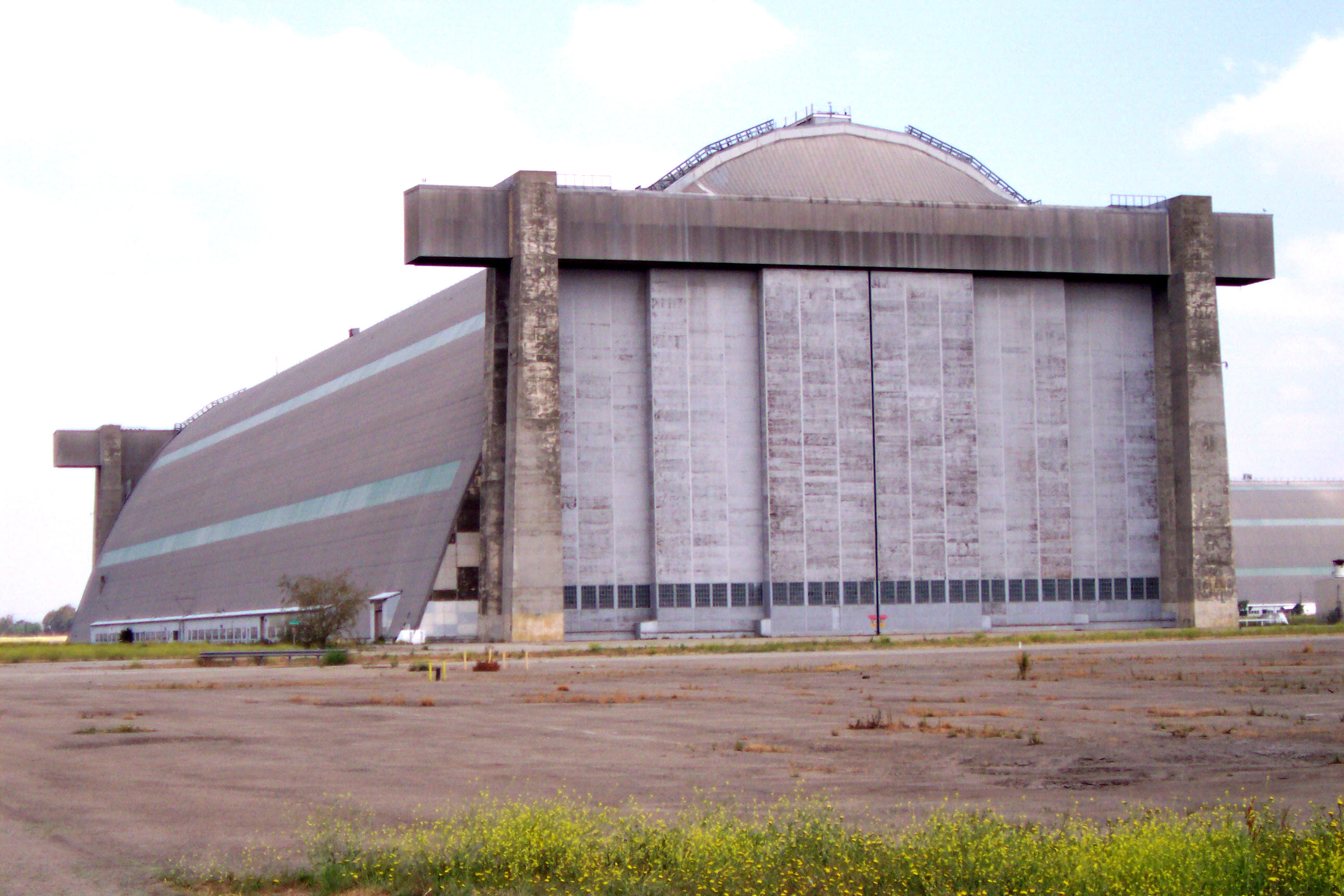
L'Hangar No. 2 della ex base aerea dei Marines a Tustin (California)
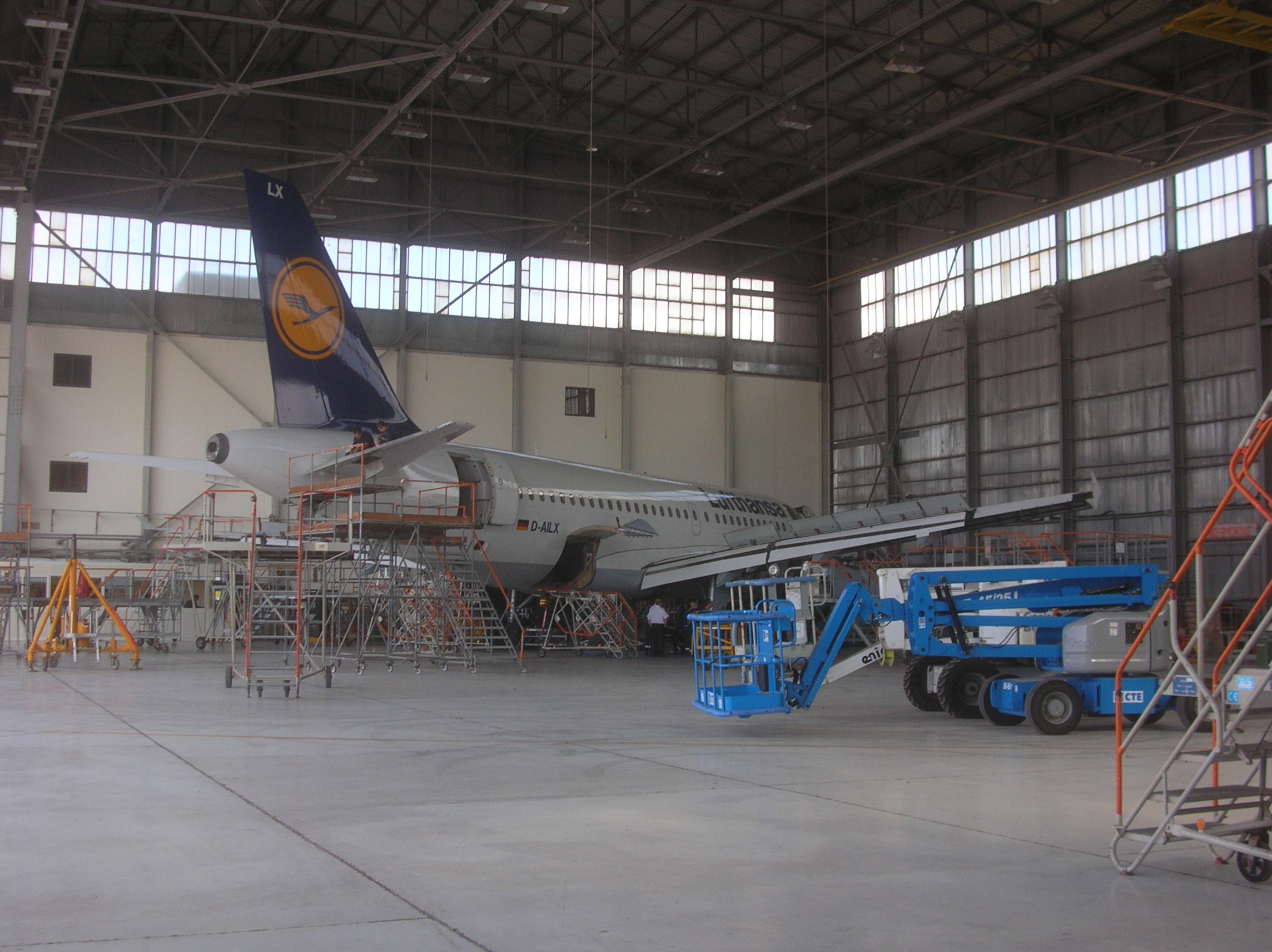
Un Airbus A319 viene riparato dentro un'aviorimessa di manutenzione